# Ixora lanceolata
Ixora lanceolata är en måreväxtart som beskrevs av Jean-Baptiste de Lamarck. Ixora lanceolata ingår i släktet Ixora och familjen måreväxter. Inga underarter finns listade i Catalogue of Life.